# Präsidentschaftswahl in den Vereinigten Staaten 1908
Die Präsidentschaftswahl in den Vereinigten Staaten von 1908 fand am 3. November 1908 statt. Der beliebte amtierende Präsident, Theodore Roosevelt, hielt sich an sein Versprechen und kandidierte nicht um eine dritte Amtszeit und überzeugte die Republikaner, William Howard Taft zu nominieren, der ein enger Freund von ihm war. Nachdem die Demokraten bei der Wahl von 1904 mit einem konservativen Kandidaten eine große Niederlage erlitten hatten, nominierten sie William Jennings Bryan, der bereits in den Wahlen von 1896 und 1900 gegen den Republikaner William McKinley angetreten war, allerdings beide Wahlen verloren hatte. Trotz allem konnte Bryan sich nicht gegen Taft durchsetzen und erlitt eine noch schlimmere Niederlage als bei seinen zwei vorhergehenden Kandidaturen. Er gewann nur 162 Wahlmännerstimmen, während Taft 321 Wahlmännerstimmen auf sich vereinte.

## Nominierungen

### Republikanische Partei

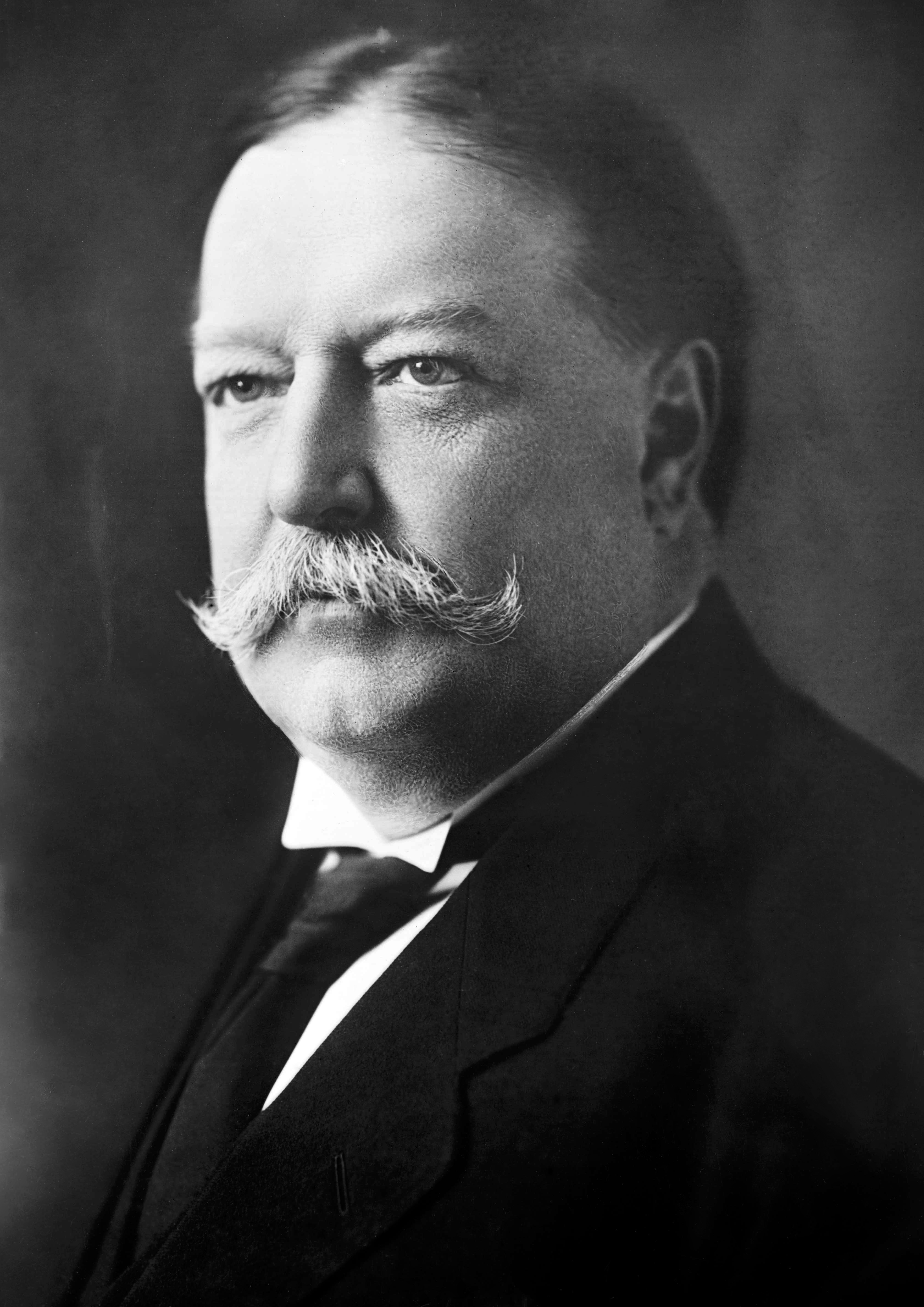
William Howard Taft

Die 980 Delegierten des republikanischen Konvents in Chicago ernannten William Howard Taft zum Präsidentschaftskandidaten. Er war in der amtierenden Regierung von Theodore Roosevelt, der ihn auch unterstützte, Kriegsminister. Als sein Runningmate wurde James Sherman gewählt.

### Demokratische Partei

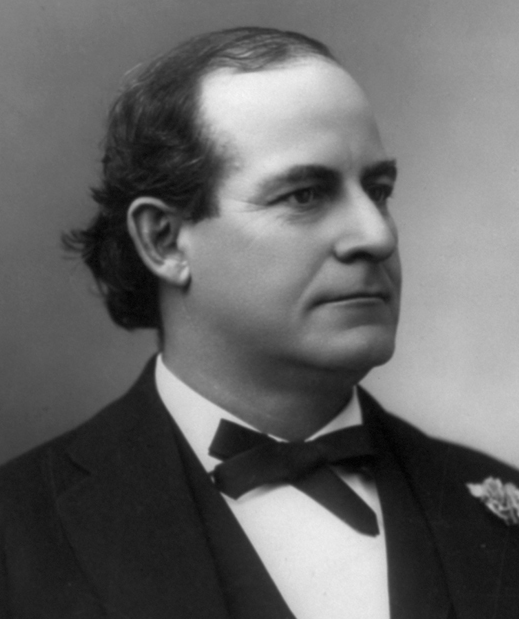
William Jennings Bryan

William Jennings Bryan wurde auf dem demokratischen Konvent in Denver von 1002 Delegierten gewählt. Als Kandidat für das Amt des Vizepräsidenten konnte sich John W. Kern gegen acht weitere Kandidaten durchsetzen.

### Sozialdemokratische Partei
Die Sozialdemokratische Partei stellte ebenfalls einen eigenen Kandidaten: Eugene V. Debs wurde nominiert.

### Prohibitionspartei
Die Prohibitionspartei nominierte Eugene W. Chafin.

## Ergebnis
| Kandidat               | Partei | Partei         | Stimmen    | Stimmen | Wahlmänner |
| Kandidat               | Partei | Partei         | Anzahl     | Prozent | Wahlmänner |
| ---------------------- | ------ | -------------- | ---------- | ------- | ---------- |
| William Howard Taft    |        | Republikaner   | 7.678.395  | 51,6 %  | 321        |
| William Jennings Bryan |        | Demokrat       | 6.408.984  | 43,0 %  | 162        |
| Eugene V. Debs         |        | Sozialist      | 420.825    | 2,8 %   | —          |
| Eugene W. Chafin       |        | Prohibitionist | 254.087    | 1,7 %   | —          |
| Thomas Louis Hisgen    |        | Unabhängig     | 82.574     | 0,5 %   | —          |
| Thomas Edward Watson   |        | Populist       | 28.862     | 0,2 %   | —          |
| August Gillhaus        |        | Socialist      | 14.031     | 0,1 %   | —          |
| Andere                 | Andere | Andere         | 1.519      | 0,0 %   | —          |
| Gesamt                 | Gesamt | Gesamt         | 14.889.239 | 100 %   | 483        |

## Audio
- In Their Own Voices, the U.S. Presidential Elections of 1908 and 1912. Marston Records, 2000 (CD 1: Election 1908).